# مارکوس پاز (بوئنوس آیرس)
مارکوس پاز (به اسپانیایی: Marcos Paz) یک منطقهٔ مسکونی در آرژانتین است که در Marcos Paz Partido واقع شده‌است. مارکوس پاز ۳۹٬۱۵۱ نفر جمعیت دارد و ۲۶ متر بالاتر از سطح دریا واقع شده‌است.